# Филипински острокрил кълвач
Dendrocopos maculatus е вид птица от семейство Picidae. Наричан е филипински кълвач-пигмей.

## Разпространение
Видът е разпространен във Филипините.